# 愛因斯坦與中國

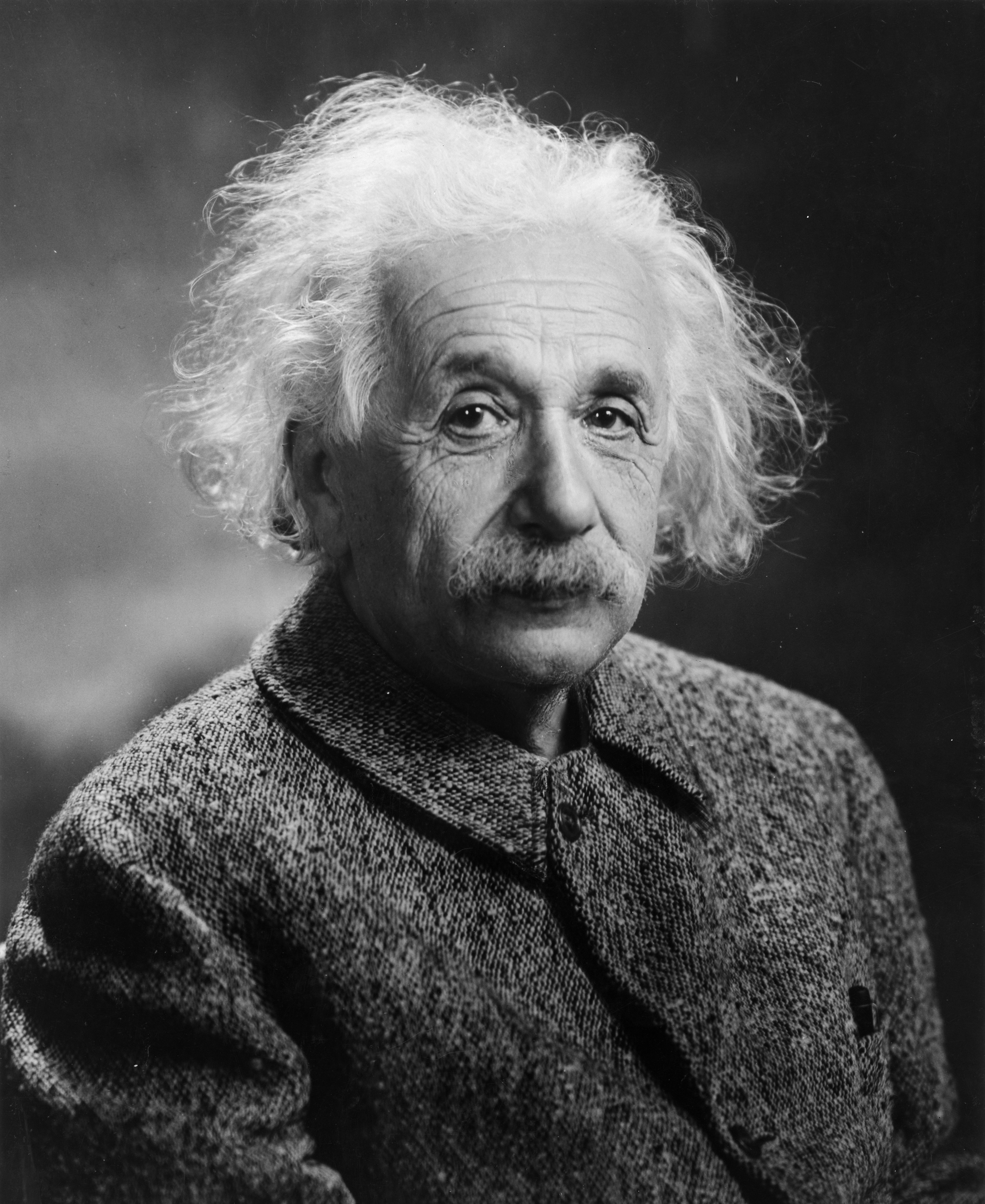
爱因斯坦于1947年

阿爾伯特·愛因斯坦是20世紀重要的物理學家。從1917年至1923年，中國的《改造》雜誌、《少年中國》與《東方雜誌》等先後發表愛因斯坦的專論，各報刊登載的論著、譯文、報告多過100篇，出版譯著15種左右。愛因斯坦1916年撰寫的名作《狹義與廣義相對論淺說》由北京大学教授夏元瑮負責翻譯，1921年4月刊登於《改造》雜誌，翌年又以《相對論淺釋》為書名由商務印書館出版。相對論引起了學生們的强烈求知意願。
1920年代初，英國哲學家羅素訪華，他發表的《物之分析》（The Analysis of Matter）演說，主要談論的是愛因斯坦與他創建的相對論，他在中國多次指「愛因斯坦是近世最出色的偉人之一。」令愛因斯坦和相對論的名字在中國家傳戶曉。

## 相对论进入中国
1920年代，武剑西翻译了鲁道夫·莱默尔的《往相对论去的路》（Wege zur Relativitätstheorie）、爱因斯坦的《能媒与相对性说》等文章，是中国最早介绍相对论的人之一。

## 两次途径上海

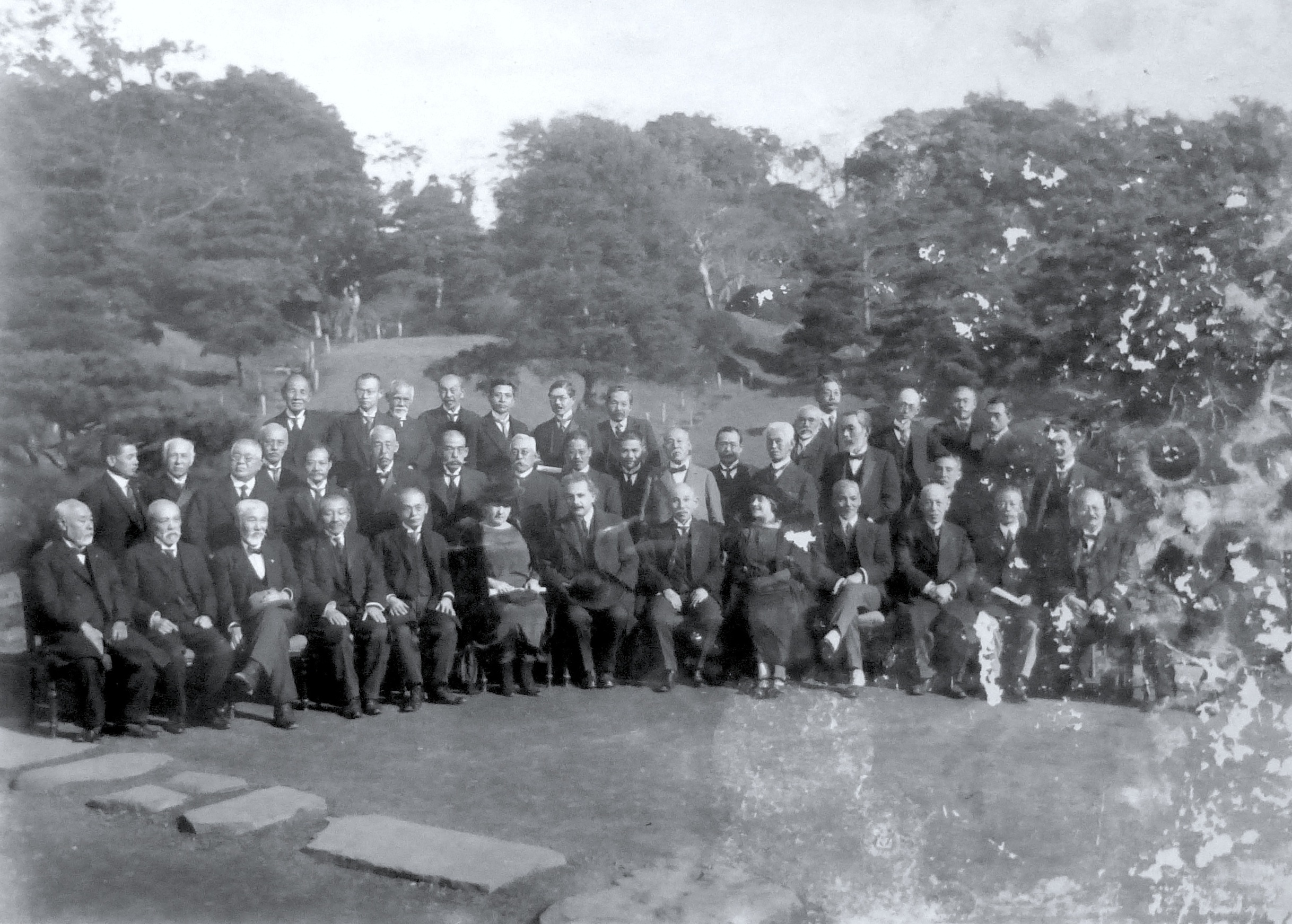
爱因斯坦與日本科學家在東京大學的小石川植物園合影留念。

愛因斯坦於1922年曾兩次途經上海，停留不足3天。1920年代，他應日本「改造社」邀請，赴日本講學。他乘日本船「北野丸」號出發的途中曾於1922年11月13日上午10時抵達上海。那日，瑞典駐上海總領事正式通知愛因斯坦，他獲得了1921年諾貝爾物理學獎，中國的大學生們在南京路上高高抬起愛因斯坦，並向他歡呼致敬。午時，接待單位在「一品香」為愛因斯坦接風洗塵，又去「小世界」聽崑曲，游覽城隍廟、豫園等地。下午6時，中國文化教育界於畫家王震家中設宴款待。次日凌晨，乘原船前往日本。
同年12月27日，愛因斯坦乘「榛名丸」號從日本返回歐洲，31日上午11時再次途經上海，翌日下午3時，應上海猶太青年會及學術研究會的邀請，在福州路17號公共租界工部局禮堂，講演相對論，當時有一些中國學者慕名而來，聚精會神聆聽大師的講解。1月2日11時，他再次乘「榛名丸」號離開。
雖然愛因斯坦總共在上海只待了不足3天，他卻敏銳地查覺到在那時期中國社會的陰暗。在他的旅行日記中寫到：「（上海）這個城市表明歐洲人同中國人的社會地位的差別，這種差別使得近年來的革命事件（即五四運動）特別可以理解了。在上海，歐洲人形成一個統治階級，而中國人則是他們的奴僕。他們好像是受折磨的、魯鈍的、不開化的民族，而同他們國家的偉大文明的過去好像毫無關係。他們是淳樸的勞動者，……在勞動著，在呻吟著，並且是頑強的民族，……這是地球上最貧困的民族，他們被殘酷地虐待著，他們所受的待遇比牛馬還不如。」然而在2018年6月，有媒体披露爱因斯坦的旅行日记的英译版本，使公众有机会了解到爱因斯坦的私人日记内容。其中涉及了对亚洲人特别是中国人的種族偏見内容。其中形容中国人「勤劳、肮脏、迟钝」、「特别没有数学天赋」，甚至称「（中国的）男人和女人几乎没什么差别（英語：how little difference there is between men and women）」。加州理工学院爱因斯坦全书计划的助理主任泽埃夫·罗森克兰茨（Ze’ev Rosenkranz）称，爱因斯坦日记中的内容「将他人描绘为生理上的劣等人，这是显然是一种歧视的特征」。然而，從愛因斯坦為美國民權運動服務的舉動，可以反映出他對於改變自己的偏見所做出的努力，例如，1946年，在一場畢業典禮的演講中，愛因斯坦鄭重表示，「在美国，有色人种和白人是隔离的。这是白人的一种病。我不打算对此保持沉默。」

## 抗日战争时期
1932年10月，原中国共产党领导人陈独秀在上海被捕后移交南京方面入狱，12月8日，爱因斯坦去电蒋介石，请求将其释放。此外，知名的學者罗素、杜威等人也向蒋介石做出同样请求。但蒋介石不为所动。
1937年7月7日，日本軍挑起盧溝橋事變，中日戰爭因此全面爆發。隔年1月5日，愛因斯坦與羅素等人在英國發表聯合聲明，呼籲全世界援助中國。當上海抗日運動的領袖「七君子」被逮捕時，他又與美國多位知名人士於1937年3月發表聲援給予支持。

## 遭政治“批判”與“平反”

### 中华人民共和国建国初期
1952年，苏联掀起了批判爱因斯坦及相对论的运动，指责爱因斯坦，是“一个彻头彻尾的唯心主义者”。 1953年1月，中国大陆《人民日报》发表了苏联日丹诺夫的文章，指责爱因斯坦的相对主义和不可知论，爱因斯坦被认为是个“反动分子”、“民主个人主义者”和“旧民主主义者”。自1950年代初起，一直延续到文化大革命前，愛因斯坦的思想和學說在中國主流媒體被批判為“唯心主義”、“主觀主義”和“相對主義”，而他先前在二戰時向美國政府提出趕緊研發原子彈的建議，也被指控為“事實上已經為美帝國主義服務，因為在美帝國主義者手中，原子彈成了訛詐和威脅社會主義國家以及世界上其他愛好和平的國家和人民的工具”。

### 文化大革命前后
文化大革命期間，批判愛因斯坦的焦點轉向他的科學理論和他本人。1968年3月，在中國科學院裏，成立了“‘批判自然科學理論中資產階級反動觀點’毛澤東思想學習班”，並且獲得中國科學院革命委員會的積極支持。這個學習班的主要批判目標是相對論，因此又稱為“批判相對論學習班”。毛澤東的女婿孔令華是學習班的組織者和領導者之一。学习班认为，“爱因斯坦的相对论中的严重错误就是目前阻碍自然科学前进的最大绊脚石之一”， 并将“以毛泽东思想为武器，批判相对论，革相对论的命”。
相對論被指控為“地地道道的主觀主義和詭辯論，也就是唯心主義的相對主義”。相對論的核心假設之一，光速不變假設，也遭到嚴厲批判：該假設意味著“資本主義社會是人類終極社會，壟斷資本主義生產力不可超越，西方科學是人類科學的極限”。愛因斯坦本人的國籍也成了攻擊對象：“他一生三易國籍，四換主子，有奶便是娘，見錢就下跪。有一點卻始終不渝，那就是自覺地充當資產階級惡毒攻擊馬克思主義的‘科學喉舌’”。
1970年4月，中央文革小组组长陳伯達來到北京大學，親自指揮批判愛因斯坦和相對論，他指示中科院成立“相對論批判辦公室”，並計劃召開批判愛因斯坦和相對論的萬人大會，屆時會有中小學生參與，他認為科學學者應該認真向這些革命小先鋒學習。由於在秋天召開的廬山會議中，他突然垮台，這計劃並未實現。
与此同时，1969年起，张春桥、姚文元等人及其在上海的亲信，持续发动对爱因斯坦及相对论的批判，直到文革结束。1969年7月，张春桥和姚文元的亲信王知常在上海复旦大学召开会议，动员物理系的教师批判爱因斯坦和相对论。在姚文元的亲自指示下，“上海理科批判组”于1970年１月起草了一篇题为《评爱因斯坦的相对论》的文章，宣称“爱因斯坦就是本世纪以来自然科学领域中最大的资产阶级反动学术权威”。但批判遭到部分科学工作者的抵制。

### 改革开放后
1978年，愛因斯坦誕辰99周年之際，《愛因斯坦文集》的譯者許良英所撰寫的序言刊登在《人民日報》，對於愛因斯坦表示崇高的尊敬與讚賞；這標誌著中國終於結束對於愛因斯坦及其學說的批判。翌年，為了緬懷愛因斯坦百年誕辰，中國在北京舉辦了一場盛大的慶祝大會，還特別發行一張紀念郵票。
為了紀念愛因斯坦逝世50週年，全世界發起「物理照亮世界」的光束傳遞活動。2005年4月18日美國普林斯頓大學發射出激光信號，透過大洋光纜傳遍整個地球，24小時之後信號又返回美國。中國也在北京時間4月19日傍晚開始傳遞信號。這信號在短短2個小時裡经过了中國的33個城市，然後再傳遞到印度和俄羅斯。
2021年6月，河北省教育厅公告显示燕山大学教授李子丰称可以用马克思主义哲学来推翻爱因斯坦的“相对论”，研究获河北省教育厅推荐自然科学奖，但該説法的權威性備受質疑。